# Elassogaster hyalipennis
Elassogaster hyalipennis är en tvåvingeart som beskrevs av Malloch 1931. Elassogaster hyalipennis ingår i släktet Elassogaster och familjen bredmunsflugor.
Artens utbredningsområde är Filippinerna. Inga underarter finns listade i Catalogue of Life.